# Ik wil met je sexen
Ik wil met je sexen is een lied van de Haagse pop/rapgroep De Kraaien. Het werd in 2015 als single uitgebracht.

## Achtergrond
Ik wil met je sexen is geschreven door Christiaan W.L. Lippmann, Pieteke Lippmann-Bode en Sebastiaan Hendrikus van den Berg. Het is een lied dat past in de genres dialectpop, electropop en nederhop. Het lied gaat over hoe graag de liedverteller met degene waar het lied naar wordt gezongen naar bed wil gaan. Het was de eerste single in twee jaar tijd die de groep uitbracht en de eerste zonder Neurbert el Halt.

## Hitnoteringen
De groep had weinig succes met het lied in de Nederlandse hitlijsten. Er was geen notering in de Single Top 100 en ook de Top 40 werd niet bereikt. Bij laatstgenoemde was er wel de twaalfde positie in de Tipparade.